# Episodi di Detective Monk (quinta stagione)
La quinta stagione della serie televisiva Detective Monk, composta da 16, è andata in onda negli Stati Uniti sul canale USA Network dal 7 luglio 2006 al 2 marzo 2007.
In Italia gli episodi sono stati trasmessi in anteprima assoluta su Joi di Mediaset Premium dal 6 febbraio al 28 maggio 2008, ogni mercoledì alle 21:00 con un doppio episodio. Rete 4 ha trasmesso la quinta stagione di Detective Monk a partire da sabato 1º novembre 2008 ogni settimana alle 17:00.
| nº | Titolo originale                         | Titolo italiano                           | Prima TV USA     | Prima TV Italia  |
| -- | ---------------------------------------- | ----------------------------------------- | ---------------- | ---------------- |
| 1  | Mr. Monk and the Actor                   | Il signor Monk e l'alter ego              | 7 luglio 2006    | 6 febbraio 2008  |
| 2  | Mr. Monk and the Garbage Strike          | Il signor Monk e la montagna di rifiuti   | 14 luglio 2006   | 13 febbraio 2008 |
| 3  | Mr. Monk and the Big Game                | Il signor Monk e la finale di campionato  | 21 luglio 2006   | 20 febbraio 2008 |
| 4  | Mr. Monk Can't See a Thing               | Il signor Monk non ci vede                | 28 luglio 2006   | 5 marzo 2008     |
| 5  | Mr. Monk, Private Eye                    | Il signor Monk investigatore privato      | 4 agosto 2006    | 12 marzo 2008    |
| 6  | Mr. Monk and the Class Reunion           | Il signor Monk e la riunione di classe    | 11 agosto 2006   | 19 marzo 2008    |
| 7  | Mr. Monk Gets a New Shrink               | Il signor Monk e il nuovo psicologo       | 18 agosto 2006   | 26 marzo 2008    |
| 8  | Mr. Monk Goes to a Rock Concert          | Il signor Monk e il concerto rock         | 25 agosto 2006   | 2 aprile 2008    |
| 9  | Mr. Monk Meets His Dad                   | Il signor Monk incontra suo padre         | 17 novembre 2006 | 9 aprile 2008    |
| 10 | Mr. Monk and the Leper                   | Il signor Monk e la stretta di mano       | 22 dicembre 2006 | 16 aprile 2008   |
| 11 | Mr. Monk Makes a Friend                  | Il signor Monk trova un amico             | 19 gennaio 2007  | 23 aprile 2008   |
| 12 | Mr. Monk Is at Your Service              | Il signor Monk maggiordomo perfetto       | 26 gennaio 2007  | 30 aprile 2008   |
| 13 | Mr. Monk Is on the Air                   | Il signor Monk è in onda                  | 2 febbraio 2007  | 7 maggio 2008    |
| 14 | Mr. Monk Visits a Farm                   | Il signor Monk nella vecchia fattoria     | 9 febbraio 2007  | 14 maggio 2008   |
| 15 | Mr. Monk and the Really, Really Dead Guy | Il signor Monk e l'uomo più morto che mai | 23 febbraio 2007 | 21 maggio 2008   |
| 16 | Mr. Monk Goes to the Hospital            | Il signor Monk va in ospedale             | 2 marzo 2007     | 28 maggio 2008   |

## Il signor Monk e l'alter ego
- Titolo originale: Mr. Monk and the Actor
- Diretto da: Randall Zisk
- Scritto da: Hy Conrad e Joe Toplyn

### Trama
Una notte, una giovane donna, Michelle Cullman, invita il suo amante Jack Leverett nel suo appartamento. Cominciano a scambiarsi effusioni e, durante una piccola battaglia con i cuscini, Jack fa cadere accidentalmente un orsacchiotto rivelando una telecamera nascosta. Sospettando un ricatto, lotta con lei e alla fine la spinge nelle scale, dove sbatte la testa, morendo sul colpo. Leverett afferra la macchina fotografica e fugge.
Nel frattempo, Monk incontra il dottor Kroger e rivela che resterà da solo per due notti in un hotel. Il dottor Kroger è felice che Monk stia facendo progressi e quindi suggerisce di ridurre le sue visite. Più tardi, Monk si vanta con Natalie dei suoi progressi mentre arrivano sulla scena del crimine, e notano Stottlemeyer parlare con alcuni dirigenti televisivi. Randy rivela con entusiasmo che stanno girando un film intitolato "Il killer astronauta", basato sul caso di omicidio di Steve Wagner (vedi l'episodio "Il signor Monk e l'astronauta"), e Stottlemeyer rivela che  il famoso attore teatrale David Ruskin interpreterà Monk nel film, e vuole seguirlo e vederlo all'opera per qualche giorno. Monk non potrebbe essere più felice, dal momento che Ruskin era l'attore preferito di Trudy. Monk esamina la scena del crimine e nota alcuni dettagli interessanti, come la mancanza di imbottitura e un pezzo di tessuto della camicia. Conclude che c'era una telecamera nascosta nell'orsacchiotto e Ruskin arriva per osservare Monk. Questi, impressionato dall'attore, si esibisce con diverse deduzioni dando enfasi a quel che dice. Arriva addirittura a stringere la mano a Ruskin senza usare una salvietta. Monk riesce a trovare un frammento di cristallo di un orologio da polso. Ruskin chiede a Stottlemeyer quali sono le probabilità che l'assassino colpisca di nuovo, e Stottlemeyer dice che quelle probabilità sono basse. 
Più tardi quella notte, Leverett irrompe in un banco dei pegni attraverso un buco che fa nel muro dal ristorante vicino. Mentre inizia a rapinare il banco, il proprietario, Lexus Orlov, si avvicina e lo affronta con una pistola. Nella colluttazione che ne segue, Orlov viene accidentalmente ucciso con la sua stessa arma. Il giorno successivo Monk si reca al ristorante in cui Leverett ha fatto irruzione per raggiungere il banco dei pegni: le pareti sono ricoperte di schizzi che ritraggono i clienti del locale. Ruskin è già lì. Monk fornisce indicazioni, ma si chiede perché l'assassino abbia cercato un orologio molto economico da rubare, e si chiede anche perché ha sentito di dover sfondare il muro del ristorante adiacente. Natalie avverte in privato Monk di guardarsi le spalle nei confronti di Ruskin, poiché è un attore metodico che generalmente si lascia troppo coinvolgere nei ruoli che interpreta. Ad esempio, qualche anno prima, Ruskin ha interpretato un alcolizzato in un film per la TV, ed è stato così coinvolto nel ruolo che ha finito per dover andare in riabilitazione. Monk è scettico, non vuole che questo rovini la felicità di avere Ruskin che lo interpreta in un film, e trova delle prove che l'assassino è uscito dal retro.  Stottlemeyer ordina un'indagine completa sui due omicidi, mentre Natalie nota che Ruskin sta iniziando a essere ossessionato in modo incontrollabile dalle cose, allo stesso modo di Monk, come livellare il liquido in una fila di bicchieri. 
Pochi giorni dopo, quando hanno del tempo libero, Stottlemeyer e Disher visitano lo studio dove è in corso la produzione di "Il killer astronauta". Ruskin entra in scena, non ha ancora indossato una parrucca per emulare Monk, ma ha gli stessi tic e manierismi di Adrian. Improvvisamente smette di recitare in quanto frustrato dal modo in cui alcuni dei macchinisti indossano il cappello in avanti, mentre altri lo portano all'indietro, e si precipita fuori dal set. Quella notte, Ruskin va all'appartamento di Monk e insiste per sapere il "perché" di come Monk si comporta in quel modo. Ruskin vuole sapere di Trudy e insiste che ha bisogno di sentire quello che prova Monk. Trova la raccolta di prove di Monk sulla morte di Trudy e capisce che questa è la chiave: Monk dà la caccia agli assassini perché non riesce a catturare l'assassino di sua moglie. Più tardi, Natalie viene svegliata da un bussare incessante alla porta. È Monk, che confessa che i suoi avvertimenti su Ruskin si sono avverati, poiché Ruskin ha essenzialmente ripescato sentimenti che Monk non provava da anni. Monk si prepara a dormire, ma nota un biglietto di un ragazzo indirizzato a Julie che lei ha strappato in modo che Natalie non potesse vederlo, e a questo punto Monk risolve il caso. 
Il giorno successivo tornano al ristorante con i clienti disegnati sulle pareti, e rimettono insieme i pezzi di muro per ricreare il disegno che l'assassino ha distrutto quando ha sfondato il muro. Rimettendo insieme i pezzi, Monk nota che l'assassino e Michelle erano lì la settimana precedente e il disegnatore li ha disegnati insieme sul muro e indossava la maglietta che corrisponde al tessuto trovato sulla scena del crimine. L'assassino ha simulato la rapina per avere un motivo per rompere quel pezzo di muro. Vediamo successivamente Ruskin nel garage dove è stata uccisa Trudy, alla ricerca di indizi per l'omicidio. La polizia identifica Leverett come l'assassino quando scopre che ha pagato al ristorante con una carta di credito e lo rintraccia fino alla sua concessionaria di automobili. Vengono a sapere che Monk è al garage e gli inviano un messaggio dicendogli dove si trova Leverett, senza rendersi conto che questo "Monk" è in realtà Ruskin.  Alla concessionaria di Leverett, Stottlemeyer e Disher arrivano e sono confusi nello scoprire che la squadra SWAT è stata convocata e gli agenti stanno prendendo posizione, puntando le armi nello showroom. Il sergente incaricato li informa che Leverett è tenuto ostaggio da qualcuno all'interno. Stottlemeyer prende un binocolo e dà un'occhiata di persona, e ciò che vede lo sconvolge: Ruskin tiene in ostaggio Leverett con una pistola. Ruskin indossa una parrucca che emula i capelli di Monk, quindi Stottlemeyer pensa naturalmente che sia Monk ad essere all'interno dello showroom e ordina ai poliziotti di abbassare le armi. Tuttavia, mentre sta dando l'ordine, Natalie arriva con il vero Monk, con grande confusione di Stottlemeyer e Disher.
A quanto pare, Ruskin ha frainteso il messaggio trasmessogli dall'addetto al parcheggio, portandolo a pensare che Leverett sia l'assassino di Trudy. Ha ammanettato Leverett per un polso a un'auto e gli chiede risposte puntandogli una pistola alla testa, quando entra il vero Adrian. Monk è allarmato nel rendersi conto che Ruskin ha rubato il suo revolver d'ordinanza ed è riuscito a indovinare la sua combinazione (il compleanno di Trudy). Ruskin punta la pistola contro Leverett e si prepara a sparargli, ma dopo un po' Monk lo distrae facendogli notare un adesivo parzialmente staccato, e i due finiscono a rimettere bene l'adesivo usando la pistola per spingerlo ad aderire alla superficie. Alla fine si rendono conto di quello che stanno facendo e litigano per la pistola. Ruskin prende la pistola ma Monk gli fa notare che Leverett ha ucciso Michelle, non Trudy, e Leverett confessa. Monk convince Ruskin che Trudy non vorrebbe che uccidesse Leverett, e Ruskin lascia la pistola. Ma Ruskin ammette che "lui" non è andato con Trudy il giorno del suo omicidio perché era stanco, riconoscendo la sua responsabilità nella sua morte. Inorridito da questa affermazione, Monk subisce un esaurimento emotivo ed entrambi scoppiano in lacrime.
Più tardi Monk va a trovare il dottor Kroger e ammette che il film è stato cancellato, perché Ruskin pensava che Monk fosse un personaggio troppo oscuro e depressivo da interpretare. Profondamente scioccato dall'esperienza, Monk annulla il suo fine settimana in hotel, e nota tristemente di essere tornato al punto di partenza. Monk insiste per aumentare il suo trattamento da Kroger a cinque giorni alla settimana e finisce poi per arrivare a proporre sette giorni alla settimana.
- Guest star: Stanley Tucci (David Ruskin), Peter Weller (attore che interpreta Stottlemeyer)

## Il signor Monk e la montagna di rifiuti
- Titolo originale: Mr. Monk and the Garbage Strike
- Diretto da: Jerry Levine
- Scritto da: Andy Breckman e Daniel Gaeta

### Trama
Il più grande sciopero degli addetti alla raccolta rifiuti nella storia di San Francisco va avanti da giorni. La spazzatura si accumula ovunque e il capo del sindacato dei servizi igienico-sanitari, Jimmy Cusack, promette un'interruzione prolungata del lavoro. È una situazione da incubo per Monk, e la situazione peggiora quando Cusack viene trovato morto nel suo ufficio per un apparente suicidio. Il sindacato dei servizi igienico-sanitari non crede a questa ipotesi: sospende tutte le trattative con la città e assume Monk per indagare sulla morte di Cusack. Se Monk confermerà l'ipotesi della polizia che si è trattato di suicidio, il sindacato promette di tornare al tavolo delle trattative. Monk e Natalie vanno a ispezionare la scena del crimine, l'ufficio di Cusack. Il capitano Stottlemeyer e il tenente Disher spiegano che Cusack è stato visto vivo l'ultima volta nel suo ufficio intorno alle 21:30. La donna delle pulizie ha trovato il suo corpo quella mattina intorno alle 7:00, morto per quella che sembrava essere una ferita da arma da fuoco autoinflitta alla tempia destra. Il medico legale ha stabilito che Cusack è morto intorno a mezzanotte. Il contabile del sindacato, Ron Neely, dice a Monk di aver parlato con Cusack intorno a mezzanotte mentre stava esaminando i libri contabili per un altro giro di trattative e di aver riscontrato alcune irregolarità finanziarie: apparentemente 304.200 dollari erano spariti dal fondo pensione. Cusack gli dice soltanto: "Perché ci hai messo così tanto tempo?" e il tono della sua voce, afferma Neely, fa pensare a intenzioni suicide. Dopo che Stottlemeyer, Disher, Neely e gli altri rappresentanti del sindacato se ne sono andati, Monk e Natalie si guardano intorno. Monk nota alcuni indizi che sembrano suggerire che Cusack non si sia sparato: diversi segni di graffi sulla scrivania dove qualcuno aveva appoggiato le scarpe, e una ciotola di noccioline miste da cui mancano tutti gli anacardi. Ciò significa che qualcuno ha fatto visita a Cusack. Quindi Monk vede una foto incorniciata in cui Cusack gioca a tennis, tenendo la racchetta con la mano sinistra: era mancino. Ma il revolver è stato trovato nella mano destra, anche se questo sembra trovare giustificazione nel fatto che la mano sinistra è fasciata, come se si fosse slogato il polso. Ma quando Monk esamina la sedia con lo schienale alto dove è morto Cusack, trova ulteriori prove che smentiscono la teoria del suicidio: la posizione del foro del proiettile e degli schizzi di sangue mostra che Cusack era completamente appoggiato allo schienale della sedia quando è stato colpito, e in quella posizione non avrebbe avuto spazio per alzare il braccio e puntarsi la pistola alla testa. Infine, perché un uomo con tendenze suicide dovrebbe sprecare tempo a ripulire dalle impronte digitali gli altri proiettili? Tuttavia Monk, ansioso di porre fine allo sciopero dei netturbini, mente e dice ai giornalisti che Jimmy Cusack è morto suicida.
L'indomani, Natalie affronta il suo capo, e gli pone un ultimatum: o lui dice la verità sul fatto che Cusack è stato assassinato, o lei si licenzia. Monk allora dice la verità al capitano Stottlemeyer, il quale avvia un'indagine approfondita per omicidio, e lo sciopero continua. Monk viene chiamato per un colloquio con il sindaco Ray Nicholson e si blocca quando vede che le scarpe del sindaco sono consumate e che Nicholson ha una passione per gli anacardi. Non solo: il sindaco lamenta di aver smarrito l'ombrello, e in una farmacia vicino all'ufficio di Cusack è stato ritrovato un ombrello non identificato.
Nella rotonda del municipio, Monk conferisce con Stottlemeyer: non è sicuro che il sindaco Nicholson sia l'uomo che cercano, ma era sicuramente nell'ufficio di Cusack la notte in cui è morto. Sfortunatamente, si trovano nel famoso "angolo dei sussurri" che trasmette le loro voci direttamente attraverso la rotonda a un gruppo di giornalisti lì nei paraggi. Lo sciopero peggiora poiché il sindaco è ora etichettato come il principale sospettato della morte di Cusack, un fatto che lui nega categoricamente. Monk esamina nuovamente la scena del crimine e si rende conto di cosa è successo: nel tentativo di porre fine allo sciopero, il sindaco Nicholson è entrato nell'ufficio di Cusack e gli ha sparato alla testa, poi gli ha messo la pistola nella mano destra. Ma vedendo le foto di Cusack sul muro, si rese conto che Cusack era mancino, quindi dovette improvvisare. È corso in una farmacia locale e ha portato una benda per il polso, poi è tornato in ufficio e ha avvolto la mano sinistra di Cusack, facendo sembrare che Cusack fosse costretto a usare la mano destra per spararsi. Quando lasciò l'ufficio per la seconda volta, dimenticò l'ombrello. Ma quando Monk si reca alla farmacia dove il sindaco avrebbe comprato la fasciatura, il commesso di turno mostra loro la ricevuta che il cliente ha lasciato ed è sicuro al 100% che, chiunque fosse l'uomo che ha comprato la fasciatura per il polso, non era il sindaco di San Francisco. Il sindaco è innocente e, per la prima volta, Monk ha torto. Il disordine e l'odore dei cumuli crescenti di spazzatura stanno avendo un effetto sempre più negativo sulla razionalità di Monk, per non parlare delle sue capacità di risoluzione dei crimini. La mattina dopo, Natalie chiama Stottlemeyer e Disher in preda al panico, per mostrare loro Monk, che ha requisito un camion della spazzatura e sta tentando di ripulire San Francisco da solo. Quando Natalie gli ricorda che ha un caso da risolvere, Monk dice che lo ha già fatto. Tutto ha preso forma, spiega, dopo aver visto un volantino per un prossimo concerto di Alice Cooper, che mostrava Alice seduto su una poltrona simile a quella in cui è stato trovato morto Cusack. Ecco cosa è successo: Alice Cooper, come tutte le rock star, è un'avido collezionista di antiche poltroncine, quindi dopo aver letto di Cusack, fu consumato dalla gelosia. Quindi ha fatto irruzione nell'ufficio di Cusack, lo ha picchiato e gli ha sparato a morte. Sfortunatamente, ha fatto un foro di proiettile nella poltrona, motivo per cui non l'ha presa. Tutti i presenti sanno che la teoria è completamente ridicola; un segno dell'ulteriore deterioramento mentale di Monk.
Mentre Monk preme l'interruttore sul compattatore del camion, il compartimento trabocca e seppellisce Monk in sacchi di spazzatura. Esasperato, Stottlemeyer ha un'idea e porta Monk in una "stanza pulita" in una fabbrica di computer, alla quale hanno avuto accesso perché il proprietario doveva un favore al Capitano. La stanza è sigillata ermeticamente, insonorizzata e privo di polvere e germi al 100%, e per mantenerla tale devono indossare tute bianche. È "la stanza più pulita del mondo"; il luogo perfetto in cui Adrian può pensare. La testa di Monk si schiarisce e in pochi secondi risolve il caso. Ecco cosa è realmente successo: ora con la testa lucida, Monk si ricorda improvvisamente di un indizio che gli era sfuggito: secondo la ricevuta della farmacia, l'uomo che ha acquistato la fasciatura da mettere sul braccio di Cusack ha acquistato anche alcuni altri prodotti, tra cui dell'acqua in bottiglia e un pacchetto di bevande belghe, e sigarette da importazione. Monk poi ricorda che Ron Neely, il contabile del sindacato, stava fumando un pacchetto di sigarette con l'etichetta "Belgian Gold" mentre erano sulla scena del crimine. Ricordando le cose che Neely ha detto nella sua dichiarazione, si rendono conto che Neely, non Cusack, era quello che prendeva soldi dal fondo pensione del sindacato, e probabilmente lo faceva da anni. Quando il sindacato scioperava, sapeva che la sua appropriazione indebita sarebbe stata scoperta perché i libri contabili sarebbero stati controllati come parte delle trattative. Per evitare di essere beccato, Neely ha dovuto uccidere Cusack, l'unica altra persona con accesso al conto del fondo, e incolparlo per i soldi mancanti. Neely quindi ha ucciso Cusack facendolo sembrare un suicidio. Prima di andarsene, ha notato le foto di Cusack mancino e si è reso conto di aver sparato nella tempia sbagliata, costringendolo a fare un viaggio di emergenza in farmacia per comprare una benda per il polso sinistro. Ma Stottlemeyer sottolinea che questo non spiega perché abbia preso l'ombrello del sindaco. Monk quindi spiega: il sindaco Nicholson aveva effettivamente visitato l'ufficio di Cusack poche ore prima della sparatoria (ciò è confermato dai segni di graffi e dagli anacardi). Erano in una riunione segreta, cercando di trovare un modo per risolvere lo sciopero, e Nicholson ha dimenticato l'ombrello quando se ne è andato. Si trattava di una comunicazione non ufficiale, poiché ufficialmente, per quanto ne sapeva l'opinione pubblica, la città e il sindacato dei servizi igienico-sanitari non si parlavano. Nicholson non avrebbe mai potuto ammettere di essere stato nell'ufficio di Cusack prima dell'omicidio perché non solo questo lo avrebbe reso l'ultima persona ad aver visto Cusack vivo, ma il fatto che stesse parlando con il leader sindacale alle spalle del consiglio comunale sarebbe stato un suicidio politico e avrebbe rovinato la sua carriera. Stottlemeyer chiede a Monk se è assolutamente sicuro che sia quello che è successo. Il sorriso sornione di Monk in risposta è tutto ciò di cui Stottlemeyer ha bisogno.
Neely viene arrestato, lo sciopero finisce e Monk è il nuovo eroe del sindacato, avendo risolto l'omicidio di Jimmy Cusack, posto fine allo sciopero e salvato il loro fondo pensione dai furti di Neely.
- Guest star: Chi McBride (Ray Nicholson), David DeLuise (Larry Cutler), Alice Cooper

## Il signor Monk e la finale di campionato
- Titolo originale: Mr. Monk and the Big Game
- Diretto da: Chris Long
- Scritto da: Jack Bernstein

### Trama
Julie ha appena terminato l'allenamento di basket della scuola, dopo di che l'allenatore della squadra, Lynn Hayden, fa loro un discorso di incoraggiamento. Dice che è orgogliosa di loro ed è sicura che saranno pronte per la partita di campionato della prossima settimana, indipendentemente da chi le allena. Confusa, Julie chiede cosa intende, ma lei non lo dice. Dopo che il resto della squadra ha fatto la doccia ed è uscito dallo spogliatoio, Hayden si fa la doccia da sola. A sua insaputa, una figura si intrufola nello spogliatoio e le tende una trappola, collegando un asciugacapelli e appoggiandolo sul pavimento, tappando lo scarico a pavimento con un asciugamano e aprendo il rubinetto di un lavandino dopo aver allentato il tubo di scarico. Quando Hayden finisce la doccia e mette piede sul pavimento bagnato, subisce una scossa elettrica fatale. La polizia ritiene che si sia trattato di un tragico incidente, ma Julie e due delle sue compagne di squadra (che condividono entrambe il nome Emily) non ci credono e vanno da Monk chiedendo il suo aiuto.  Monk e Natalie si recano nello spogliatoio delle ragazze e ricreano le circostanze del cosiddetto incidente. Come dice Monk, Hayden sembra essere incappata in un bel po' di sfortuna tutta in una volta: l'asciugacapelli collegato a una presa il cui interruttore automatico non funziona, l'asciugamano sullo scarico e il lavandino che perde. Comincia a pensare che le ragazze potrebbero avere ragione, ma Natalie è scettica. Poi Monk nota che tutte le finestre sopra la fila di armadietti, tranne una, sono coperte di ragnatele. Solleva Natalie sugli armadietti e lei vede due impronte: qualcuno è strisciato fuori dalla finestra. Il tenente Disher mostra loro le prove della scena dell'"incidente", ma è scettico sulla teoria di Monk. Le impronte potrebbero essere state lasciate da uno degli operai che erano negli spogliatoi la settimana precedente. Inoltre, non esiste alcun motivo: Hayden piaceva ed era amata da tutti quelli che conosceva, dai suoi studenti ai suoi colleghi insegnanti fino agli allenatori rivali; non aveva nessun nemico apparente al mondo.
Mentre sono alla stazione di polizia, Natalie coglie l'occasione per chiedere al capitano Stottlemeyer qualche minuto del suo tempo, poiché Julie sta facendo un progetto scolastico sul DNA. All'inizio si rifiuta, sostenendo di essere troppo occupato. Natalie inventa subito una bugia secondo cui sua cugina potrebbe organizzare un incontro con Joe Montana giovedì, ingannando il capitano facendogli ammettere che è disponibile. Alla fine accetta con riluttanza. Natalie e Monk intervistano il preside della scuola, il quale dice che Lynn Hayden era depressa nelle ultime settimane, ma non ha detto per cosa. Tuttavia, la preside rifiuta di credere che si sia trattato di suicidio. Quando menziona che la squadra dovrà rinunciare all'imminente partita di campionato senza un allenatore, Natalie si offre volontaria, dal momento che ha giocato a basket universitario per tutti e quattro gli anni al liceo. La preside dice che ha bisogno di un assistente allenatore e Natalie nomina Monk. Monk all'inizio è riluttante, ma poi cambia idea quando scopre che tutta la squadra e gli allenatori riceveranno un piccolo trofeo. Monk ha ereditato da sua madre una piccola ossessione per i trofei e presto si dedica con tutto il cuore ai suoi compiti di assistente (anche se non sa nulla di basket). Quando Monk scopre che Hayden amava fare escursioni nel tempo libero, ricorda di aver visto della resina sul suo cappotto, dello stesso tipo che cresceva vicino alla scena di un recente incendio nella Dratch Valley. Lui e Natalie attraversano la valle, mentre un ranger dice loro che probabilmente l'incendio si era appiccato per caso. Un falò non autorizzato è stato colpito da uno spostamento di vento inaspettato, incendiando alcuni cespugli. L'incendio ha distrutto diverse case, ma nessuno è rimasto ferito. Monk trova un bottone del cappotto di Hayden a terra e si rende conto che deve essere stata lì e deve essere stata responsabile dell'incendio. Monk e Natalie interrogano il fratello di Lynn, Aaron, che viveva con lei. Aaron ammette che Lynn ha appiccato l'incendio e stava progettando di costituirsi alla polizia. Aaron ha cercato di dissuaderla, dal momento che nessuno si è fatto male, ma lei era decisa a fare la cosa giusta, come sempre. Alla stazione, Julie pone a Stottlemeyer e Disher alcune domande fondamentali sulle prove del DNA. Tra le altre domande, Julie chiede perché, se il DNA è come le impronte digitali , la polizia non risolve tutti i crimini. Stottlemeyer fornisce due ragioni: la prima è che la prova del DNA non si trova su ogni scena del crimine; due, anche se lo fosse, la polizia potrebbe non avere nulla con cui confrontarlo. Ricorda uno dei loro casi irrisolti, l'omicidio irrisolto di una giovane donna irlandese-americana di nome Paula McGoohan fuori da un country club: l'assassino ha lasciato molte prove del DNA, ma non c'era nulla con cui potesse essere confrontato. Mentre esce, Julie dice che Monk è il vice allenatore della sua squadra, e Stottlemeyer e Disher concordano entrambi sul fatto che questa è una partita che non si perderebbero per niente al mondo. Quello che nessuno sa è che Aaron Hayden, presente sugli spalti durante la partita di basket, è l'assassino di Paula McGoohan. Dopo aver visto un telegiornale che riportava il collegamento tra l'incendio e la morte di Lynn, Aaron apre uno dei suoi armadietti e poi brucia una carta d'identità appartenente a McGoohan e un ritaglio di giornale sull'omicidio. Durante la partita, Monk allena eccessivamente e dà sui nervi a tutti. Tuttavia, è Natalie che viene espulsa quando si trova in faccia all'arbitro per una chiamata mancata. Inizia a vagare per lo spogliatoio delle ragazze, quando nota qualcosa sulla bacheca: un ritratto di Lynn Hayden, donato da Aaron, ha del nastro adesivo con un bordo frastagliato sulla cornice - lo stesso tipo di nastro trovato sui cavi elettrici e sul cavo dell'asciugacapelli. Natalie prende in prestito il costume della mascotte della scuola e torna di nascosto in campo, mostrando la foto a Monk. Risolve il caso, ma per evitare di ritardare il gioco, chiama un time-out di 30 secondi e lo usa per fare un riassunto degli eventi a Stottlemeyer e Disher: alcuni anni prima, Aaron Hayden uccise Paula McGoohan al country club (Monk aveva visto un trofeo di golf di quel club sulla mensola del caminetto a casa sua mentre lo interrogava). Ha lasciato prove di DNA ovunque sulla scena, ma come Stottlemeyer ha menzionato prima a Julie, la polizia non aveva nulla con cui confrontarle. Pensava di essere al sicuro, ma fu preso dal panico quando Lynn gli disse che aveva intenzione di costituirsi per aver causato l'incendio. In quanto sospettata di un crimine, avrebbe dovuto fornire un campione di DNA alla polizia, e sarebbe stato una corrispondenza abbastanza vicina al DNA sulla scena del delitto da implicarlo. Quando non riuscì a convincerla a lasciar perdere, Aaron uccise Lynn per salvarsi da un'accusa di omicidio. Proprio mentre il time-out finisce, Aaron si alza per fare una pausa, e Stottlemeyer e Disher lo inseguono, catturandolo fuori dal corridoio. La partita finisce con la squadra di Julie in vantaggio, ma viene assegnato un rigore all'ultimo secondo. Natalie assicura a Monk che tali rigori non hanno mai successo. Il tiro invece va a canestro, e mentre la squadra avversaria celebra la vittoria, Monk arranca fuori dal campo deluso. Per risollevargli il morale, Natalie e Julie gli commissionano una serie di trofei per commemorare il suo successo come detective della omicidi, uno per ogni singolo caso di omicidio che ha risolto (104 casi, ma 100 trofei per il bene del suo disturbo ossessivo compulsivo).
- Guest star: Jennifer Lawrence (Mascot), Jim O'Heir (Park Ranger)

## Il signor Monk non ci vede
- Titolo originale: Mr. Monk Can't See a Thing
- Diretto da: Stephen Surjik
- Scritto da: Lee Goldberg e William Rabkin

### Trama
Mentre Monk sta indagando su un crimine in una caserma dei pompieri l'omicida riesce a provocargli la perdita della vista. Il detective dovrà quindi risalire al responsabile usando tutti gli altri quattro sensi che gli sono rimasti.
- Guest star: Jim Piddock (Jake Colbert)

## Il signor Monk investigatore privato
- Titolo originale: Mr. Monk Private Eye
- Diretto da: Peter Weller
- Scritto da: Tom Scharpling e Daniel Gaeta

### Trama
Monk e Natalie decidono che per il detective è arrivato il momento di fare l'investigatore privato, visto che il suo impiego presso la Polizia non funziona. Ma il primo caso come investigatore privato finisce per essere molto più di ciò che sembra.
- Guest star: Sharon Lawrence (Linda Fusco), Frederick Weller (Jay Bennett)

## Il signor Monk e la riunione di classe
- Titolo originale: Mr. Monk and the Reunion Class
- Diretto da: David Grossman
- Scritto da: Daniel Dratch

### Trama
Monk partecipa alla riunione con i suoi vecchi compagni di classe e deve cercare di fare i conti con i ricordi di Trudy che emergono, ma allo stesso tempo deve fare in modo che uno dei suoi compagni non venga ucciso.
- Guest star: Cynthia Stevenson (Dianne Brooks), Brian McNamara (Kyle Brooks)

## Il signor Monk e il nuovo psicologo
- Titolo originale: Mr. Monk Gets New Shrink
- Diretto da: Andrei Belgrader
- Scritto da: Hy Conrad

### Trama
La donna delle pulizie del dottor Kroeger viene uccisa. Non potendo sopportare la situazione lo psicanalista decide di andare in pensione. Monk però non riesce a trovare un degno sostituto e decide di risolvere il caso per convincere il suo terapeuta a tornare in servizio.
- Guest star: Kiernan Shipka (ragazzina), Gordon Clapp (Francis Merrigan)

## Il signor Monk e il concerto rock
- Titolo originale: Mr. Monk Goes to a Rock Concert
- Diretto da: Randall Zisk
- Scritto da: Blair Singer

### Trama
Monk si reca a un concerto rock per riuscire a rintracciare il figlio del capitano Stottlemeyer. Arrivato sul posto, tuttavia, si deve anche occupare delle indagini di un omicidio avvenuto proprio a poca distanza dal palco.
- Guest star: Jon Kyle Hansen (Jason), Tamara Feldman (Kendra Frank)

## Il signor Monk incontra suo padre
- Titolo originale: Mr. Monk Meets His Dad
- Diretto da: Jerry Levine
- Scritto da: Tom Scharpling e Daniel Dratch

### Trama
Dopo ben trentanove anni Monk incontra nuovamente suo padre, che è finito in prigione. Scopre che ora di lavoro fa l'autista di camion e con lui intraprende un lungo viaggio aiutandolo a consegnare alcuni doni natalizi ad alcuni orfani, ma qualcosa non torna.
- Guest star: Catherine Bach (Bachmann), Brian Kerwin (Ben Glazer), Dan Hedaya (Jack Monk)

## Il signor Monk e la stretta di mano
- Titolo originale: Mr. Monk and the Leper
- Diretto da: Randall Zisk
- Scritto da: Charles Evered

### Trama
Monk si trova coinvolto in un complotto per compiere un omicidio quando un milionario, che è affetto dalla lebbra, lo assume per fargli svolgere un determinato lavoro. Come spesso accade i soldi sono una delle cause scatenanti di tutti i guai.
- Errori. La puntata, trasmessa in bianco e nero, presenta nella versione originale alcuni fotogrammi a colori. Verso i minuti 28'09" Monk ricorda, grazie alla frase sul ketchup del 1840 detta da Julie, che la casa costruttrice del pannello dell'allarme era stata fondata nel 2003 e che il lebbroso non poteva quindi sapere il codice dell'allarme. Le immagini di flashback che inquadrano il pannello non sono in bianco e nero ma a colori.
- Guest star: Stephen Bogardus (Derek Bronson), Sarah Brown (Mandy Bronson)

## Il signor Monk trova un amico
- Titolo originale: Mr. Monk Makes a Friend
- Diretto da: Randall Zisk
- Scritto da: Andy Breckman e Daniel Gaeta

### Trama
Monk è quasi sorpreso quando riesce a farsi un nuovo amico, un uomo semplice e alla mano che si chiama Hal. Natalie però non la pensa allo stesso modo e sospetta che il nuovo amico abbia in realtà qualcosa in mente.
- Guest star: Andy Richter (Hal Tucker)

## Il signor Monk maggiordomo perfetto
- Titolo originale: Mr. Monk Is at Your Service
- Diretto da: Anton Cropper
- Scritto da: Rob LaZebnik

### Trama
Quando una coppia benestante viene uccisa Monk veste i panni del maggiordomo per potere indagare sul caso. Durante le indagini il detective scopre una sua ulteriore fobia e le sue conseguenze: quella per le rane.
- Guest star: Michael Cavanaugh (Bobby Davenport), Holland Taylor (Peggy Davenport), Sean Astin (Paul Buchanan), Ashley Johnson (Susie)

## Il signor Monk è in onda
- Titolo originale: Mr. Monk Is on the Air
- Diretto da: Mike Listo
- Scritto da: Josh Siegal e Dylan Morgan

### Trama
Un conduttore radiofonico è il principale sospettato come autore di un omicidio. Monk, che sta indagando sulla vicenda, si trova tuttavia davanti all'alibi perfetto: l'uomo era in onda con un programma alla radio quando l'omicidio è avvenuto.
- Guest star: Steven Weber (Max Hudson), Danny Woodburn (Little Willie)

## Il signor Monk nella vecchia fattoria
- Titolo originale: Mr. Monk Visits a Farm
- Diretto da: Andrei Belgrader
- Scritto da: David Breckman

### Trama
Disher decide di andare in pensione e dedicarsi alla vita rurale in una fattoria che ha appena ereditato dopo la morte di un suo zio. Quando però inizia a sospettare che attorno alla morte ci fosse qualche interesse decide di chiamare Monk per fare chiarezza.
- Guest star: Ricardo Chavira (Jimmy Belmont), Brooke Adams (Margie Butterfield), James Gammon (Oates)

## Il signor Monk e l'uomo più morto che mai
- Titolo originale: Mr. Monk and the Really, Really Dead Guy
- Diretto da: Anthony R. Palmieri
- Scritto da: Joe Toplyn

### Trama
Monk è alle prese con il caso di un misterioso serial killer. Le sue indagini sono però ostacolate da un agente federale che preferisce di gran lunga l'uso delle nuove tecnologie piuttosto che il metodo deduttivo del detective.

## Il signor Monk va in ospedale
- Titolo originale: Mr. Monk Goes to the Hospital
- Diretto da: Wendey Stanzler
- Scritto da: Jonathan Collier

### Trama
Monk viene ricoverato al pronto soccorso perché continua a perdere sangue dal naso. Egli si convince che si tratta di un'emorragia cerebrale e vuole chiedere un parere a un altro dottore che, però, viene trovato senza vita sul pavimento del suo ufficio.
- Guest star: Charles Durning (Hank Johansen), Dan Butler (dott. Davis Scott)